# 2006年热带风暴艾米利亚
热带风暴艾米利亚（英語：Tropical Storm Emilia）是2006年7月下旬吹袭下加利福尼亚半岛的一个热带气旋，也是2006年太平洋飓风季形成的第六个热带低气压和第五场热带风暴，于7月21日在距墨西哥海岸线650公里海域成型。气旋朝北面的海岸线逼近，达到风力时速105公里的最高强度后转向西进，再因外界环境不利而减弱。之后风暴又转向北上，以强烈热带风暴强度从下加利福尼亚州附近经过。接下来气旋进一步远离海岸，于7月27日消散。
受风暴影响，墨西哥西南沿海地区出现降水和热带风暴强度大风，接下来下加利福尼亚半岛又出现类似情况，并在气旋经过影响发生轻度洪灾并受到轻微破坏。艾米利亚的湿气之后抵达美国西南部，在亚利桑那州产生雷阵雨并引发山洪，在南加利福尼亚州产生的降水有利于当地消防员扑灭山火。整场风暴引发的破坏程度很轻，也没有导致人员丧生。

## 气象历史
艾米利亚的源头可以追溯到7月16日穿越中美洲北部进入东太平洋的一股东风波。系统向西移动，到7月19日时已在阿卡普尔科西南方向约850公里海域逐渐发展出明显的低气压区。次日，系统已转向西北偏北缓慢前进，低气压区周围的对流缓慢组织，美国国家飓风中心认为系统有发展成热带气旋的潜力。7月21日清晨，雷暴活动已有充分组织，气象机构因此将位于阿卡普尔科西南方向的低气压区归类成第六号热带低气压。
成为热带气旋后，低气压所在洋面存在弱转向气流，并在美国西南部上空的大规模副热带高压脊影响下总体朝西北偏北方向前进。受风切变影响，环流起初位于主对流区以东，但这些风切变尚不足以阻止中心附近的对流继续增长。7月22日，气旋在曼萨尼约以南约650公里洋面达到热带风暴强度，美国国家飓风中心因此以“艾米利亚”（Emilia）为其命名。与此同时，风暴还发展出层次分明的雨带，气象部门预计，由于外界环境有利，气旋很可能会达到飓风标准，并且从墨西哥西南近海经过期间还可能快速增强。
7月23日清晨，风暴的组织结构一度变得混乱，下层环流杂乱无章。艾米利亚在此期间从曼萨尼约西南方向约280公里海域经过，这也是风暴距墨西哥西南部距离最近的一次，据信还在沿海地区产生热带风暴强度阵风。转向西北偏西后，气旋内的对流有显著增长，还有风眼墙开始形成。气象机构在当时的实际操作中估计艾米利亚已达到每小时115公里风速，还预测风暴会继续强化并达到萨菲尔-辛普森飓风等级下的二级飓风标准。但是，艾米利亚的眼状特征只持续存在很短时间，而且层次也比较混乱，美国国家飓风中心经重新评估认为，气旋达到的最高风速为每小时105公里。
达到最高强度后不久，艾米利亚因风切变突然大幅增多而快速减弱，风力时速降至85公里。美国国家飓风中心在实际操作中认为气旋风速此时仍有每小时115公里，随时会达飓风标准。但到了7月24日，环流已受干燥空气侵蚀，风暴强度显然已经下降，同时对流基本局限在艾米利亚的南部半圆范围内。7月25日，气旋转朝下加利福尼亚半岛移动，该半岛很少会在7月受热带气旋影响。对流覆盖范围继续扩大，眼状特征在7月26日重新显现，艾米利亚也再度达到持续风速每小时105公里的最高强度。
风暴在最高强度下约保持有18小时，在此期间一度从南下加利福尼亚州科蒙都的圣拉萨罗角（Cabo San Lazaro）西南方向约95公里洋面经过。艾米利亚的外围雨带掠过下加利福尼亚半岛，然后转朝外海前进，并因行经海域水温降低而快速减弱。7月27日，风暴降级成热带低气压，再于次日退化成不含对流的残留低气压区。低气压区继续西进，再于7月30日转向北上，最终于7月31日在加利福尼亚州圣地牙哥西南偏西方向约800公里洋面消散。

## 防灾措施和影响

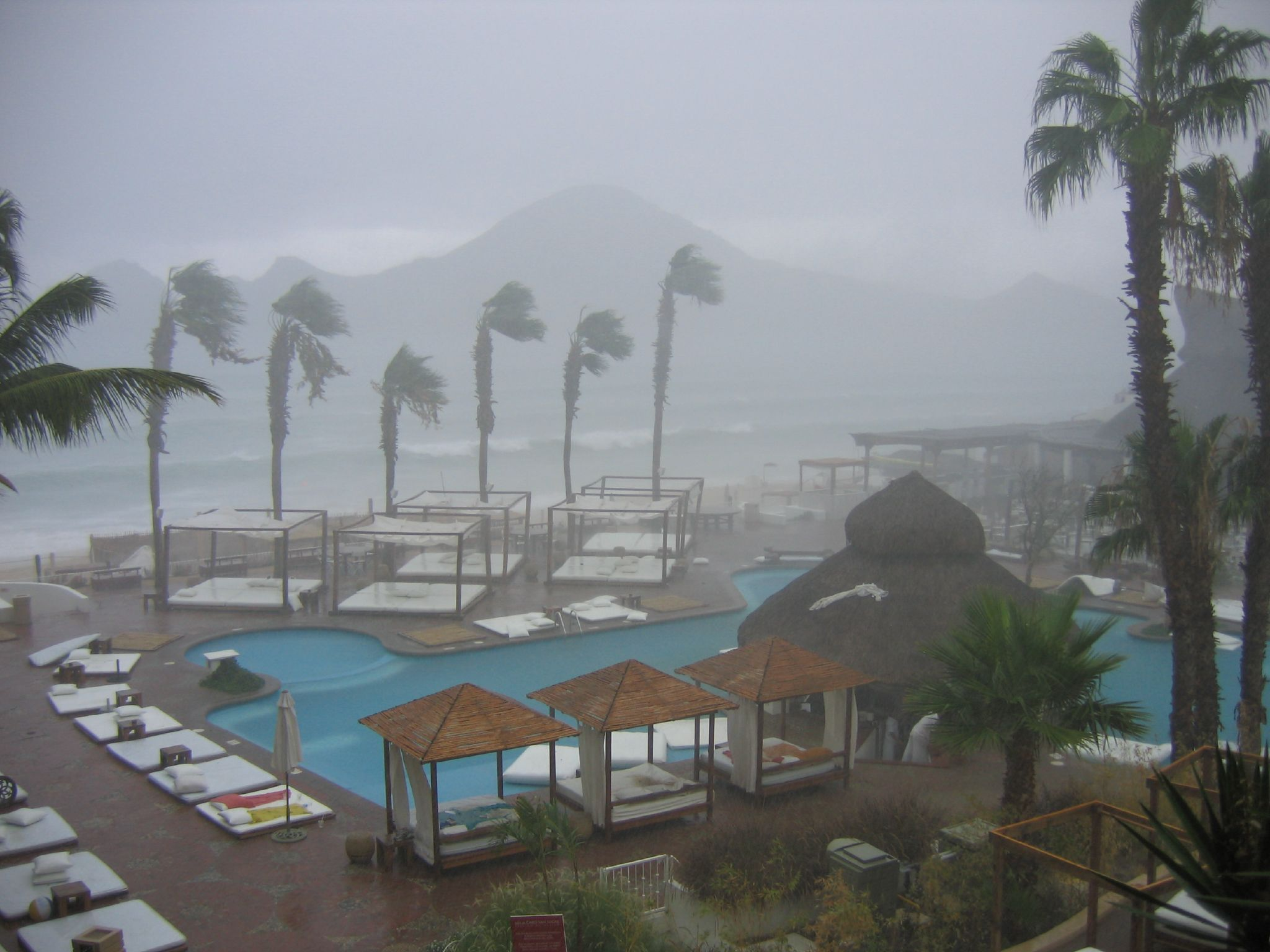
艾米利亚对卡波圣卢卡斯的影响

艾米利亚首度逼近墨西哥西南海岸期间，政府向曼萨尼约到哈利斯科州科连特斯角（Cabo Corrientes）发布热带风暴观察预警，再在持续生效30小时后中止。7月22日风暴经过期间，海岸沿线很可能出现热带风暴强度阵风，有船只在气旋位于近海时测得时速65公里大风。马萨特兰有多处海滩因大浪关闭，气旋的外围雨带还降下119毫米雨量。艾米利亚同东风波相互影响，给更加远离海岸的墨西哥东南部和中部带去湿气，产生降水。

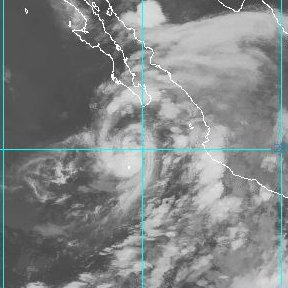
热带风暴艾米利亚从索科罗岛以北经过

风暴开始转向逼近下加利福尼亚半岛后，墨西哥政府向布埃纳文图拉（Buena Vista）到马格达莱纳湾之间的加利福尼亚湾太平洋沿海地区发布热带风暴观察预警，再在12小时后升级成热带风暴警告，气旋不久后就从距半岛最近的位置掠过。随着风暴继续前进，墨西哥其它太平洋沿海地区也收到警告或预警，但到了7月27日，所有警告和预警均予中止。政府官员用卡波圣卢卡斯的两所学校充当应急避难所，风暴期间约有100人前来躲避。面对风暴威胁，当地有多家酒吧和餐馆关闭。
气旋令下加利福尼亚半岛普降中雨，卡波圣卢卡斯测得的降雨总量约有125毫米，美国国家飓风中心预计海拔更高的地点雨量可能更大。卡波圣卢卡斯及其周边地区发生轻度洪灾。艾米利亚在半岛南部沿海地区产生热带风暴强度风力，两间气象站测得的持续风速为每小时69公里，其中一间还测得时速89公里阵风。风暴对建筑物和公用设施管线造成轻度破坏，产生的大浪还对当地多个游艇码头构成轻微损伤，其中部分被迫关闭两天。
艾米利亚的影响范围之后一直延伸到美国西南部。气旋残留令亚利桑那州南部湿气激增，在局部地区引发雷阵雨，其中圣克鲁斯县还发生强烈雷暴。当地降下暴雨和大尺寸冰雹，但持续时间很短，部分冰雹直径有44.5毫米。局部地区的降雨总量达到数英寸，引起山洪爆发，19号州际公路某路段还出现205毫米深的洪水。葛兰姆县也出现雷阵雨，位于萨福德的机场测得时速103公里阵风。亚利桑那州大范围地区的恶劣天气一共持续了近一星期。艾米利亚的残留还在南加利福尼亚州降下小雨，对当地消防员控制山火产生积极作用。